# Burkhard Keller
Burkhard Keller (* 1958) ist ein ehemaliger deutscher Handballspieler und -trainer.

## Werdegang
Keller spielte bis 1983 beim Bundesligisten SG Dietzenbach, 1983 wechselte er zur SG Wallau/Massenheim und stieg mit der Mannschaft 1984 in die Bundesliga auf. Dort wurde in der Saison 1984/85 der Klassenverbleib verpasst. Mitte November 1986 übernahm der auf Rechtsaußen eingesetzte Keller gemeinsam mit Walter Don in Folge der Trennung von Željko Zovko die Traineraufgaben. Keller und Don führten Wallau-Massenheim 1987 zum Bundesliga-Aufstieg, während der Saison 1986/87 blieb die Mannschaft in 17 aufeinanderfolgenden Spielen unter dem Trainergespann unbesiegt. Im Bundesliga-Spieljahr 1987/88 betreuten Keller und Don die Mannschaft ebenso, erreichten den Klassenerhalt sowie die Endspiele im DHB-Pokal, die beide verloren wurden.
Keller wechselte 1988 als Trainer zum Schweizer Zweitligisten HC Emmenstrand. Er blieb bis 1990 im Amt, 1990/91 betreute er in Deutschland den Zweitligisten VfL Heppenheim, 1991/92 war Keller als Manager bei der SG Wallau-Massenheim tätig und sprang wegen Personalknappheit auch als Spieler ein. Keller arbeitete 1991/92 zusätzlich als Trainer der deutschen Jugendnationalmannschaft. Im Jahr 1992 war Keller zeitweilig Trainer des RTV Basel in der Schweizer Nationalliga A, im selben Jahr ging er zur SG Wallau-Massenheim zurück und wurde Sportlicher Leiter. Als es im Dezember 1993 zwischen Wallau-Massenheim und Trainer Heiner Brand zur Trennung kam, übernahm Keller das Traineramt. Unter seiner Leitung wurde die Mannschaft 1994 deutscher Pokalsieger. Mit Beginn der Saison 1994/95 trat Björn Jilsén das Traineramt als Kellers Nachfolger an. Keller widmete sich wieder seiner Aufgabe als Manager.
Von 1995 bis 1999 war Keller Trainer des Zweitligisten Eintracht Wiesbaden, dann von 1999 bis 2001 sowie von 2003 bis 2008 des HC Kriens in der Schweiz. 2007 führte er Kriens zum Aufstieg in die Nationalliga A. 2008/09 betreute er die Damen von ZMC Amicitia Zürich, gleichzeitig war bei dem Verein als Sportlicher Leiter der Herrenmannschaft sowie als Jugendtrainer beschäftigt. Die Zürcher Herrenmannschaft wurde in seiner Amtszeit als Sportlicher Leiter Meister und Pokalsieger. 2013 übernahm er das Traineramt beim HC KTV Altdorf, mit dem er im Spieljahr 2013/14 den Klassenerhalt in der Nationalliga A verpasste, damit endete seine Amtszeit.
Neben seinen Tätigkeiten als Trainer und Sportlicher Leiter gründete Keller 2002 ein Unternehmen mit Sitz in Engelberg, das Dienstleistungen in den Bereichen Sportveranstaltung und -vermarktung anbietet.